# 小米Max
小米Max是小米科技在2016年5月10日发布的一款Android智能手机。其特点是采用了6.44英寸大小的屏幕。